# Daïra d'Oum El Adhaim
La daïra d'Oum El Adhaim est une daïra d'Algérie située dans la wilaya de Souk Ahras et dont le chef-lieu est la ville éponyme de Oum El Adhaim.